# Maureen Jenkins
Maureen Jenkins (3 de mayo de 2000) es una deportista francesa que compite en natación sincronizada. Ganó tres medallas de bronce en el Campeonato Europeo de Natación de 2022.

## Palmarés internacional
| Campeonato Europeo | Campeonato Europeo | Campeonato Europeo | Campeonato Europeo |
| Año                | Lugar              | Medalla            | Prueba             |
| ------------------ | ------------------ | ------------------ | ------------------ |
| 2022               | Roma (Italia)      | Medalla de bronce  | Equipo técnico     |
| 2022               | Roma (Italia)      | Medalla de bronce  | Equipo libre       |
| 2022               | Roma (Italia)      | Medalla de bronce  | Rutina especial    |